# Los Cinco juntos otra vez
Los Cinco juntos otra vez es un libro de la escritora británica Enid Blyton escrito en 1963. Corresponde al 21.er libro de la colección de Los Cinco. Es la última novela de la colección.

## Argumento
Los Cinco acuden a Villa Kirrin como es habitual en las vacaciones, pero, por la ventana, Tía Fanny les dice que Juana la cocinera tiene la escarlatina y están en cuarentena. Por tanto han hablado con el profesor Hayling para pasar las vacaciones con él y con Manitas en  Casa Big Hollow, 
El Circo Tapper acampa en la zona que hay al final del jardín, y los chicos se divierten hablando con un mago llamado Mr Wooh y con Charlie su chimpancé. Los niños deciden acampar junto a los circenses. Posteriormente desaparecen algunos de los documentos secretos del estudio del profesor Hayling. Dado que todas las puertas de acceso a la torre del profesor estaban cerradas, los chicos se asombran de como se ha podido cometer el robo. 
Determinan que Jorge esconda el resto de los documentos en la Isla de Kirrin, mientras dejan unos falsos en su lugar. Tim empieza a gruñir y encuentran a Mr Wooh, los chicos piensan que ha podido escucharlos, y Julián decide llevar los documentos a la Isla esa misma noche. 
Al anochecer, Julián descubre que Jorge se ha llevado los documentos, y sale con Dick a alcanzarla. Jorge al llegar a la Bahía de Kirrin, descubre luces en la Isla de Kirrin, y pensando en una trampa, esconde los documentos en uno de los barcos del muelle. Jorge al llegar a la isla descubre a Wooh con un cómplice hablando de los documentos robados, y tras quitarles su barca, vuelve a tierra firme, encontrando a Julián y a Dick. Posteriormente descubren un reloj, que había desaparecido con los documentos, en poder de Charlie, y se dan cuenta de que Mr Wooh había hecho que el chimpancé robase los documentos.

## Personajes
- Los Cinco: Julián, Dick, Jorge, Ana y Tim.
- Manitas Hayling (Participa en Los Cinco en las Rocas del Diablo)
- Travieso (el mono de Manitas)
- Profesor Hayling (sabio despistado)
- Mr Wooh (mago genio de las matemáticas)
- Charlie (chimpancé de Mr Wooh)
- Mr Tapper (propietario del Circo)
- Jeremías Tapper (nieto de Mr Tapper)
- Jenny (estupenda cocinera del profesor Hayling)

## Lugares
- Big Hollow
- Isla de Kirrin
- Villa Kirrin